# Ґлоґова (Островський повіт)
Ґлоґова (пол. Głogowa) — село в Польщі, у гміні Рашкув Островського повіту Великопольського воєводства.
Населення — 352 особи (2011).

## Демографія
Демографічна структура станом на 31 березня 2011 року:
|          | Загалом | Допрацездатний вік | Працездатний вік | Постпрацездатний вік |
| -------- | ------- | ------------------ | ---------------- | -------------------- |
| Чоловіки | 177     | 48                 | 108              | 21                   |
| Жінки    | 175     | 40                 | 99               | 36                   |
| Разом    | 352     | 88                 | 207              | 57                   |